# Eilema hakiensis
Eilema hakiensis är en fjärilsart som beskrevs av Matsumura 1930. Eilema hakiensis ingår i släktet Eilema och familjen björnspinnare. Inga underarter finns listade i Catalogue of Life.